# Gens Ebucia
La gens Ebucia (en latín, gens Aebutia) fue un conjunto de familias romana que compartían el nomen Ebucio. Destacó a principios de la República. La gens fue originariamente patricia, pero también tuvo ramas plebeyas. El primer miembro en obtener el consulado fue Tito Ebucio Helva, cónsul en 499 a. C.

## Praenominausados por las familias
Durante el primer siglo de la República, los Ebucios usaron como praenomina los de Tito (Titus), Lucio (Lucius), Póstumo (Postumus) y Marco (Marcus). En épocas posteriores, también usaron el nombre de Publio (Publius).

## Ramas y cognomina de la familia
Los Ebucios patricios usaron el cognomen Elva o Helva. Cornicen fue un apellido personal de un Elva. Ningún Ebucio patricio tuvo magisterio curul de 442 a 176 a. C., cuando Marco Ebucio Elva obtuvo la pretura. Caro (Carus) fue un cognomen de los Ebucios plebeyos. Apellidos posteriores fueron Fausto (Faustus), Liberal (Liberalis) y Pinio (Pinnius).

## Miembros destacados de la familia
- Tito Ebucio T. f. Elva, cónsul en 499 a. C.
- Lucio Ebucio T. f. T. n. Elva, cónsul en 463 a. C.
- Póstumo Ebucio Elva Cornicen, cónsul en 442 a. C.
- Marco Ebucio Elva, nombrado triunviro para el establecimiento de una colonia en Ardea en 442 a. C.
- Marco Ebucio Elva, pretor en 168 a. C., obtuvo como provincia Sicilia
- Lucio Ebucio Fausto, un liberto.
- Publio Ebucio, llamó la atención del cónsul Postumio sobre la existencia de las Bacchanalia en Roma en 186 a. C.[2]
- Publio Ebucio Pinio, encontrado en monedas corintias hacia el año 39 a. C.
- Ebucio Liberali, destinatario de una carta de Séneca.